# Cabiate
Cabiate es un municipio italiano situado en la provincia de Como, en Lombardía. Tiene una población estimada, a fines de octubre de 2023, de 7301 habitantes.

## Historia
El nombre es de origen incierto y se remonta a una evolución del término claveato, aunque la terminación en ate es característica de las antiguas poblaciones galas que vivían en Brianza antes de que fuera conquistada por los romanos.
Las primeras informaciones históricas que se tienen del origen de la localidad datan del año 745, cuando Cabiate es identificado con el nombre Vico Capiete en un documento. 
En origen el pueblo creció alrededor de un castillo, que constituía el centro de las actividades. La posición inicial de la población fue cerca del arroyo Terò, que fluye en el centro de Cabiate.
La historia de Cabiate se conecta mucho con las de Meda y de toda Brianza. Antes de 1024 muchos habitantes dependían del monasterio San Vittore de Meda (que pertenecía a la Pieve di Mariano Comense). En 1220 la abadesa Allegranza arrendó el poblado a Giacomo da Rho, fundador de la familia da Rho, que tendrían una residencia en Cabiate.
Después la historia de esta área se une con la de los señores de Milán y desde 1535, al Imperio Español. El pueblo fue concedido a los Marliani y en 1538 a los Giussani. Luego pasó a los Taverna y posteriormente volvió a los Marliani, que vendieron Cabiate en 1643 al marqués Flaminio Crivelli di Inverigo.
Después de tres siglos Cabiate y todo el Ducado de Milán pasaron finalmente a los austríacos, que reemplazaron el puente sobre el arroyo.
Durante la Segunda Guerra Mundial los alemanes pasaron por Cabiate durante su retirada a Como. Después del 25 de abril tres personas fueron acusadas de ser fascistas y fusiladas por un pelotón de partisanos.

## Arquitectura

### Obras arquitectónicas religiosas

#### Iglesia parroquial de Santa Maria Nascente
La "cappella" de Santa Maria Nascente en Cabiate es citada por la primera vez en el 1389 en un documento de la Pieve di Mariano Comense. La primera estructura parroquial es construida en el 1400 siguiendo el proyecto del arquitecto Ottavio Cabiati. El arzobispo de Milán, cardinal Alfredo Ildefonso Schuster, bendijo y puso la primera piedra el 7 de septiembre de 1942. El cardinal Giovanni Battista Montini, que luego sería el papa Pablo VI, consagró la iglesia el 7 de septiembre de 1958. La estructura es de ladrillo visto, tiene planta octagonal y se caracteriza por una cúpula central muy alta que domina todo el pueblo. En el lado principal está un pórtico con cuatro columnas y sobresalido de las estatuas de cuatro santos. Los frescos del lado interno fueron pintados en 1988 por la Escuela de Dibujo de Cabiate.

#### Otras iglesias
- Santuario Santa Maria Annunciata

La vieja iglesia, considerada insuficiente para albergar a todos los habitantes, fue ampliada en 1947 y convertida en Santuario dell'Annunciata en septiembre de 1958, después de la consagración de la nueva iglesia parroquial.
- Iglesia de San Giorgio

### Obras arquitectónicas civiles
- Oratorio San Luigi Gonzaga (uno de los mayores centros para jóvenes de Lombardía)

#### Villa Padulli
Fue construida en el siglo XIX. Los Padulli pertenecían a una familia patricia milanesa.
La villa fue construida en dos momentos diferentes: la casa de la familia fue construida en una primera instancia y posteriormente, a finales del siglo XIX, se construyeron las dependencias de servicio. En la villa se alojaron invitados famosos como Antonio Rosmini y Alessandro Manzoni.
La estructura está sobre una colina natural con terrazas, sumergida en el verde de un gran parque que sobresale todo el pueblo. El interior presenta la típica estructura de una casa de campaña del 1800, con frescos en los techos y mosaicos en los pisos. La villa tenía una capilla privada, pero hoy está en desuso.
Hay proyectos para reestructurar la villa porque existe un real riesgo de colapso.

#### Otras villas
- Villa Anderloni (siglo XVIII)
- Villa de la ramilia Rho

## Demografía

### Evolución demográfica
| Gráfica de evolución demográfica de Cabiate entre 1861 y 2023 |
|                                                               |
| Fuente: ISTAT - Elaboración gráfica de Wikipedia              |

## Cultura

### Educación
- Scuola elementare "Alessandro Manzoni"
- Scuola media "Carlo Caldera"

### Artesanía
La localidad es conocida por la presencia de algunas empresas famosas de producción de muebles. Una de las más importantes es Porada, que patrocina al Cantù, de la Serie A del baloncesto italiano, y al Torino, de la Serie A de fútbol del país. La empresa Ezio Bellotti patrocina muchas actividades locales, especialmente carreras de ciclismo.

### Eventos
- La Giubiana (últimos jueves de enero)
- Fiesta de San Luigi Gonzaga, patrón del oratorio local (comienza el primer fin de semana de julio y finaliza el lunes de la semana siguiente)
- Natividad de María (fiesta patronal, 8 de septiembre)

## Transportes
Cabiate se puede alcanzar por los siguientes medios:

### En coche
- SS35 Superstrada Milán-Como (intercambio Meda)
- SS36 Superstrada Milán-Lecco (intercambio Verano Brianza o Carate Brianza

### En tren
- Trenord, ferrocarril regional Milán Cadorna-Canzo Asso o suburbana S2 Milán Rogoredo-Mariano Comense (estación Cabiate - Parco della Brughiera)
- Trenord, ferrocarril suburbana S9 Albairate-Saronno o suburbana S11 Milán Porta Garibaldi-Como-Chiasso (estación Seregno)

### En avión
Aeropuertos de Milán Linate o Malpensa, después se alcanza SS35 o SS36

### En tranvía/autobús
Desde 1912 hasta 1952, Cabiate fue servida por la línea de tranvía Monza-Meda-Cantù. Después fue remplazada por la línea C80 de autobuses, que cubre los mismos lugares.

## Administración
En 2024 la alcaldesa es Maria Pia Tagliabue (segundo mandato).

## Deportes

### Fútbol
El único club de fútbol presente en el término municipal es el FC Cabiate Calcio, heredero del CG Cabiate Calcio, que militó en la liga regional durante un par de temporadas. En la temporada 2022/2023 no presenta primer equipo, sino que trabaja únicamente en la categoría juvenil.

### Baloncesto
El club de baloncesto de la localidad es Cabiate 1992, que milita en la Serie D.

### Balonvolea
El club femenino de vóleibol local milita, en la temporada 2022/2023, en la Serie B1.

### Gimnasia
El club local es reconocido a nivel regional en el campo de la gimnasia artística.